# Роздори (Лозівський район)
Роздори́ —  село в Україні, у Лозівській міській громаді Лозівського району Харківської області. Населення становить 138 осіб. До 2020 орган місцевого самоврядування — Перемогівська сільська рада.

## Географія
Село Роздори знаходиться на відстані 2 км від сіл Герсеванівка і Червоний Кут. Поруч проходять автомобільна дорога Т 2107 і залізниця, станція Герсеванівський. По селу протікає пересихаючий струмок з загатою.

## Історія
- 1905 — дата заснування.
- 12 червня 2020 року, відповідно до Розпорядження Кабінету Міністрів України  № 725-р «Про визначення адміністративних центрів та затвердження територій територіальних громад Харківської області», увійшло до складу Лозівської міської громади.[1]
- 17 липня 2020 року, в результаті адміністративно-територіальної реформи та ліквідації колишнього Лозівського району (1923—2020), увійшло до складу новоутвореного Лозівського району Харківської області.[2]

## Економіка
- Молочно-товарна ферма.

## Об'єкти соціальної сфери
- Школа.

## Уродженці села
- Білоусов Василь Савелійович. - (*02.12.1925, с. Роздори, нині Лозівський район, -+08.09.1977, м. Чернівці) - військовик,Герой Радянського Союзу.